# Ravča
Ravča falu Horvátországban, Split-Dalmácia megyében. Közigazgatásilag Vrgorachoz tartozik.

## Fekvése
Makarskától légvonalban 25, közúton 33 km-re délkeletre, községközpontjától 5 km-re nyugatra Közép-Dalmáciában, az A1-es autópálya mellett fekszik.

## Története
Ravča neve a legelfogadottabb érvek szerint szolga, jobbágy jelentésű "rab" óhorvát főnévből származik. Ezt látszik erősíteni, hogy lakóit mind a mai napig hagyományosan "rabačani"-nak nevezik. Területe a régészeti leletek tanúsága szerint már az ókorban is lakott volt. A térség első ismert népe az illírek egyik törzse a dalmátok voltak, akik a magaslatokon épített, jól védhető erődített településeikben laktak. Az ő emlékeik a határában található ókori halomsírok és erődített település maradványai. A rómaiak hosszú ideig tartó harcok után csak az 1. században hódították meg ezt a vidéket. Az illírek elleni 9-ben aratott végső győzelem után békésebb idők következtek, de a római kultúra csak érintőleges hatással volt erre a térségre. A horvát törzsek a 7. század végén és a 8. század elején telepedtek le itt, ezután területe a neretvánok kenézségének Paganiának a részét képezte. A térség a középkorban is folyamatosan lakott volt. Ezt bizonyítják templom melletti középkori temető sírkövei. A török a 15. század második felében szállta meg ezt a vidéket, mely 1690 körül szabadult fel végleg a több mint kétszáz éves uralma alól. A török uralom után a település a Velencei Köztársaság része lett. A török időkben a megmaradt lakosság lelki szolgálatát a živogošćei kolostor ferences szerzetesei látták el. A kandiai háború idején a térség falvai elpusztultak.
A török uralom végével a 17. század végén 1690 körül a környező településekkel együtt népesült be. A betelepülők ferences szerzetesek vezetésével főként a szomszédos Hercegovinából érkeztek. A lakosság főként földműveléssel és állattartással foglalkozott, de a határhoz közeli fekvésénél fogva eleinte még gyakran kellett részt vennie a velencei-török összecsapásokban. Ravča kezdetben a vrgoraci plébániához tartozott, 1746-ban azonban Stjepan Blašković püspök megalapította az önálló ravčai plébániát, mely a mai napig is működik. A velencei uralomnak 1797-ben vége szakadt és osztrák csapatok vonultak be Dalmáciába. 1806-ban az osztrákokat legyőző franciák uralma alá került, de Napóleon lipcsei veresége után 1813-ban újra az osztrákoké lett. 1857-ben 288, 1910-ben 323 lakosa volt. 1918-ban az új Szerb-Horvát-Szlovén Állam, majd később Jugoszlávia része lett. Röviddel a Független Horvát Állam megalakulása után 1941. április 17-én olasz csapatok vonultak be a vrgoraci területre. 1942. június 15-én rövid időre elfoglalták a partizánok, majd visszavonultak a Biokovo-hegységbe. Az olasz csapatok védelmét élvező csetnikek még ez évben a község több településén gyújtottak fel házakat és végeztek ki embereket, főleg nőket, gyermekeket és öregeket. Olaszország kapitulációja után 1943-ban német csapatok szállták meg a vidéket. 1944. október 24-én a németek kivonultak és két nappal később Vrgorac környéke felszabadult. A település a háború után a szocialista Jugoszláviához került. 1991 óta a független Horvátországhoz tartozik. 2011-ben 154 lakosa volt.

## Lakosság
| Lakosság változása | Lakosság változása | Lakosság változása | Lakosság változása | Lakosság változása | Lakosság változása | Lakosság változása | Lakosság változása | Lakosság változása | Lakosság változása | Lakosság változása | Lakosság változása | Lakosság változása | Lakosság változása | Lakosság változása | Lakosság változása |
| ------------------ | ------------------ | ------------------ | ------------------ | ------------------ | ------------------ | ------------------ | ------------------ | ------------------ | ------------------ | ------------------ | ------------------ | ------------------ | ------------------ | ------------------ | ------------------ |
| 1857               | 1869               | 1880               | 1890               | 1900               | 1910               | 1921               | 1931               | 1948               | 1953               | 1961               | 1971               | 1981               | 1991               | 2001               | 2011               |
| 288                | 652                | 211                | 283                | 298                | 323                | 497                | 464                | 271                | 290                | 263                | 256                | 177                | 178                | 184                | 154                |

(Az adatok 1857-ben, 1869-ben, 1921-ben és 1931-ben Višnjica, 1869-ben pedig még Kljenak és Kokorići lakosságát is tartalmazzák.)

## Nevezetességei
- Szent Mihály főangyal tiszteletére szentelt plébániatemploma azon a helyen áll, ahol a régi napóleoni út az 1920-as években épített, Vrgoracot Makarskával összekötő főútra csatlakozik. A templom pontos építési ideje nem ismert, de azt feltételezik, hogy mindenképpen a 18. század első felében építették. Ezt támasztja alá, hogy egyik kövébe az 1735-ös évszám van bevésve, mely a templom legvalószínűbb építési ideje. 1746-ban a plébánia alapításakor már bizonyosan állt, mert a kereszteltek anyakönyvében már ez templom szerepel. A templom egyhajós épület négyszögletes apszissal. A homlokzata feletti harangtorony három harang számára van kialakítva. Hosszúsága 13, szélessége 5 méter. Egykor kívül és belül is vakolva volt, de ezt 2003-ban a felújításkor a külső falakról eltávolították. Így visszanyerte eredeti formáját.
- Ókori halomsírok találhatók a Jelović-háznál és a település szélén is.
- Majići ókori erődített település maradványa.

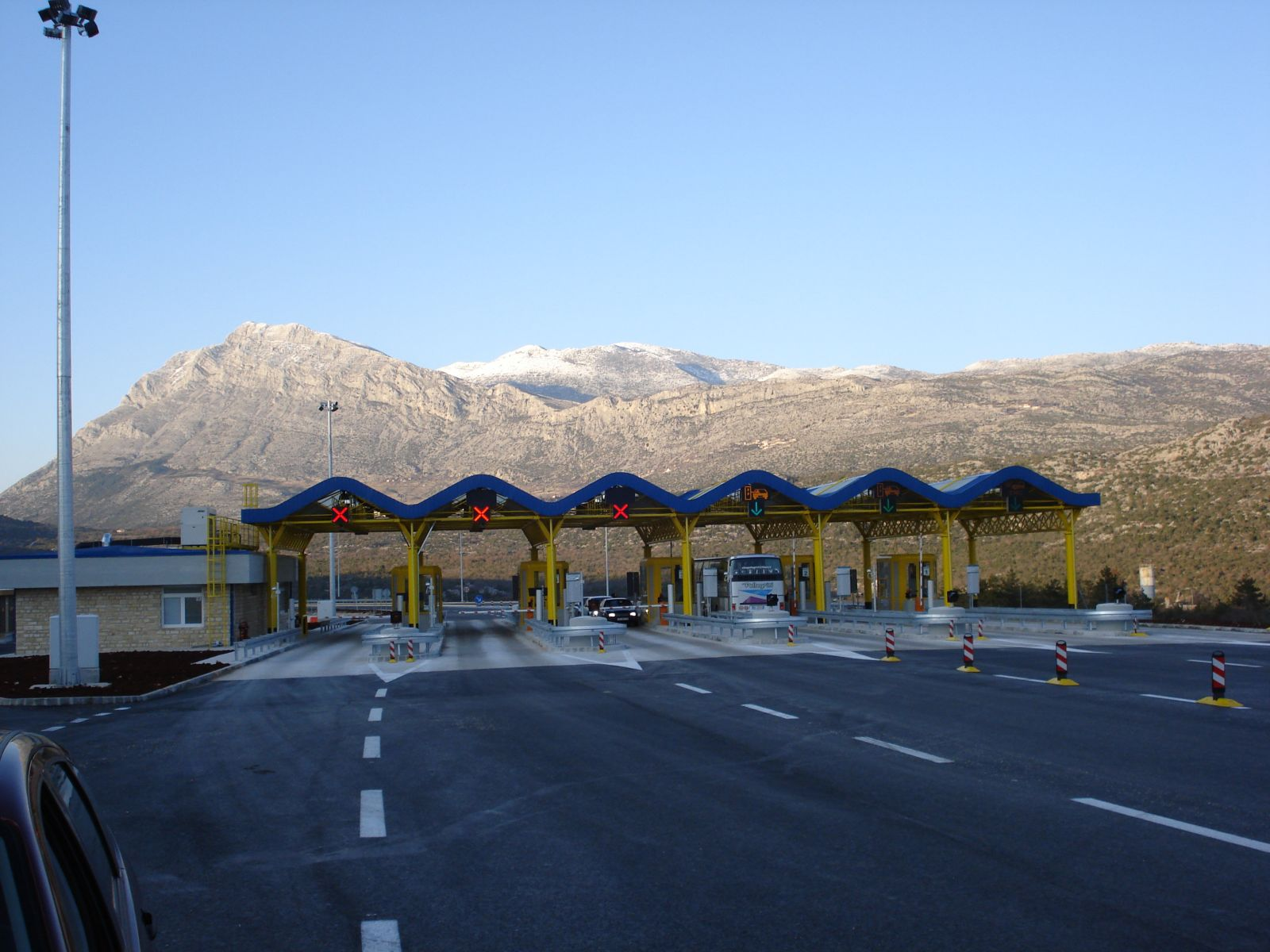
Fizetőkapu az A1-es autópályán Ravčánál.

## Gazdaság
Vrgorac község önkormányzata Ravčánál az A1-es autópálya lehajtója közelében 68 hektáros ipari-kereskedelmi zóna kialakítását tervezi, mely elősegítené a térség településeinek fejlődését és új munkahelyeket teremtene.